# Karl Slover
Karl Slover (geboren: Karl Kosiczky) (Prakovce, 21 september 1918 – Dublin (Georgia), 15 november 2011) was een van oorsprong Slowaaks Amerikaans acteur. 
Slover werd geboren in het destijdse koninkrijk Hongarije. Reeds op jonge leeftijd werd groeihormoondeficiëntie vastgesteld bij hem. Zijn vader besloot voordeel te halen uit zijn lengte door hem te laten meedoen in een dwergshow net buiten Berlijn. Na enkele jaren verhuisde hij naar de Verenigde Staten om daar mee te doen in een gelijkaardige show. Dit Amerikaanse reisgezelschap leverde hem zijn nieuwe familienaam op en zijn eerste werk in de filmwereld. 
Toen hij aan het werk was met het reisgezelschap in Hawaï stuurde de circusdirecteur hem naar Hollywood waar dwergen nodig waren voor een nieuwe film, genoemd The Wizard of Oz. Hij was toen 21 jaar oud en 132 cm lang. Ook na de film bleef Slover in de entertainment-wereld. 
In november 2007 kwam hij met zeven andere overlevende Munchkins uit de film samen om hun ster op de Hollywood Walk of Fame in te huldigen.